# Битка код моста
Битка код моста или Битка код ел Џисра (арапски: معركة الجسر‎) је била битка која се одиграла на обали реке Еуфрат између арапских муслимана које је предводио Абу Убаид ел Такафи, и персијских сасанидских снага које је предводио Бахман Џадуја. Традиционално се датира са 634. годином и била је једина велика победа Сасанида над освајачким муслиманским војскама.

## Позадина битке
Муслиманске снаге су већ заузеле Хиру и преузеле контролу над околним местима Месопотамије, насељеним Арапима, на обалама Еуфрата.Пад Хире шокирао је Персијанце, пошто је "млади Јездигерд, почео озбиљније да схвата ангажовање Арапа". Јездигерд је послао своје снаге у арапска погранична подручја и изгледало је као да ће задобити предност, јер је Ел Мутана морао да позове појачања из Медине.
Нови калиф, Омар, послао је Абу Убајда у Месопотамију да преузме команду од Ел Мутане. Наишао је на главнину персијских снага под Бахманом Џадујем, у близини данашњег налазишта Куфе. Двије војске су се сусреле једна са другом на супротним обалама Еуфрата. Пошто је током њеног трајања прелажен мост, битка је постала позната под називом Битка код моста.

## Битка
Бахман је позвао Абу Убајда да одлучи ко би требало да пређе реку. Потоњи је преузео иницијативу и агресивно прешао реку; ово се показало катастрофалним. Према извештајима, сам поглед на слонове у персијској војсци престравио је aрапске коње. Бели слон је по свему судећи оборио Абу Убајду са коња заједно са његовим седлом, изгазио га својим ногамна. Након овог потеза, показала се неспособност арапских трупа да одгурну Персијанце који су формирали чврсту борбену линију у близини моста, тако да су се Арапи успаничили и разбежали. Након Абу Убајда заповедништво су преузимали Ел Хакам и Џабр, иначе његов барт и син, један за другим, да би се накрају дошло до Ел Мутана. Према традицији, Ел Мутана је наставио да се бори како би Арапима дао могућност да поправе мост и избегну губитак 4000 људи-иако су тачне процене везане за учеснике умешане у ову и друге битке тога доба остале непзнате. Негде око 3 000 арапских муслимана је током битке однела река.
Извори се слажу да ма из ког разлога, Бахман Џадуја није кренуо у потеру за разбијеном арапском војском која се нашла у бекству.